# Polypria cruxrufa
Polypria cruxrufa es una especie de coleóptero de la familia Oedemeridae.

## Distribución geográfica
Habita en Texas y en América Central.